# Парк 40-летия Победы
Парк 40-летия Победы (парк Победы) — парк площадью около 35 га на территории района Савёлки в Зеленоградском административном округе Москвы. Расположен между Центральной площадью и Большим городским прудом, образованным рекой Сходней. Был открыт 9 мая 1985 года. В 2019 году вместе с прудом и территорией Дендропарка обновлен по программе создания комфортной городской среды «Мой район».

## История
Парк в Зеленограде был открыт 9 мая 1985 года в честь 40-летия Победы в Великой Отечественной войне. В память об этом на входе со стороны Центрального проспекта установлена бронзовая доска. В день открытия ветераны войны высадили в парке 40 деревьев.
Автором паркового проекта стали архитекторы Л. Г. Метайкина и Ю. А. Свердловский. Над озеленением территории работал дендролог Э. И. Дашков, который занимался благоустройством Зеленограда с 1959 по 1986 годы.
В 2003 году на территории парка был установлен памятник маршалу, дважды Герою Советского Союза Константину Рокоссовскому. Имеет вид бюста, укрепленного на массивной колонне. Памятник был открыт в память о сражении за станцию Крюково, которая располагалась на территории современного Зеленограда. На рубеже осени-зимы 1941 года соединения 16-й армии генерала-лейтенанта Рокоссовского, остановили немецкие войска под Москвой и перешли в контрнаступление.
В 2020 году зона вокруг Большого городского пруда, включая Дендропарк и прибрежную часть Парка 40-летия Победы, вошла в состав комплексного заказника особой охраняемой природной территории «Зеленоград».

## Реконструкция
В 2018 году на портале «Активный гражданин» состоялось голосование по благоустройству парка. «За» проголосовали 87,94 % принявших участие в опросе.
Автором проекта реконструкции парка выступило архитектурное бюро «15 41». Работы начались в сентябре 2018 года. Обновленный парк открылся в День города — 7 сентября 2019 года.

## Описание
При реконструкции парка архитекторы сохранили существующую планировку и зеленый массив:

Зеленоград как город, построенный по проекту с нуля, имеет свой ярко выраженный характер. Парк находится в самом центре Зеленограда и окружен красивыми зданиями. Поэтому для нас было главным не испортить то, что уже сложилось— Любовь Русских, архитектор бюро «15 41»
Через Большой городской пруд от берегов Дендропарка к набережной Парка Победы архитекторы проложили мост и сделали прогулочную набережную над водой.

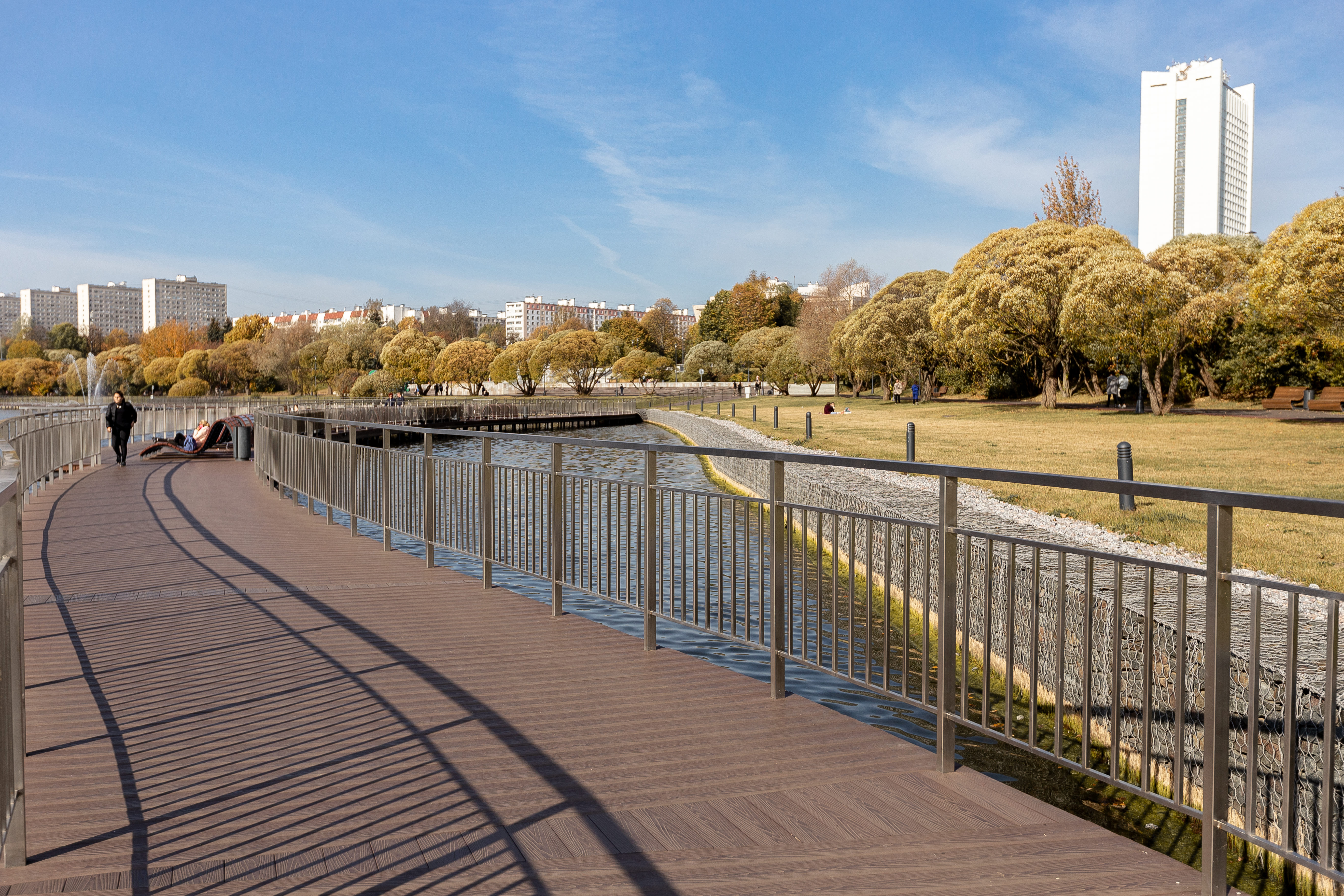
Прогулочная набережная в парке 40-летия победы

На береговой линии создали дополнительные точки притяжения: на дамбе со стороны Озерной аллеи обустроили смотровую площадку с качелями для 3-6 человек, у берега за нижней чашей фонтана появился деревянный амфитеатр.
На пруду появилось три танцующих фонтана с подсветкой. Из каждого фонтана бьет 17 струй высотой до восьми метров. Рисунок движения воды можно выбирать из 13 предложенных вариантов.
В Парке 40-летия Победы располагается пять детских площадок: две появились в 2019 году, три были обновлены. Одна новая площадка возникла на месте стихийной парковки недалеко от пляжа и набережной Большого городского пруда. Ее площадь составляет более 1400 квадратных метров.

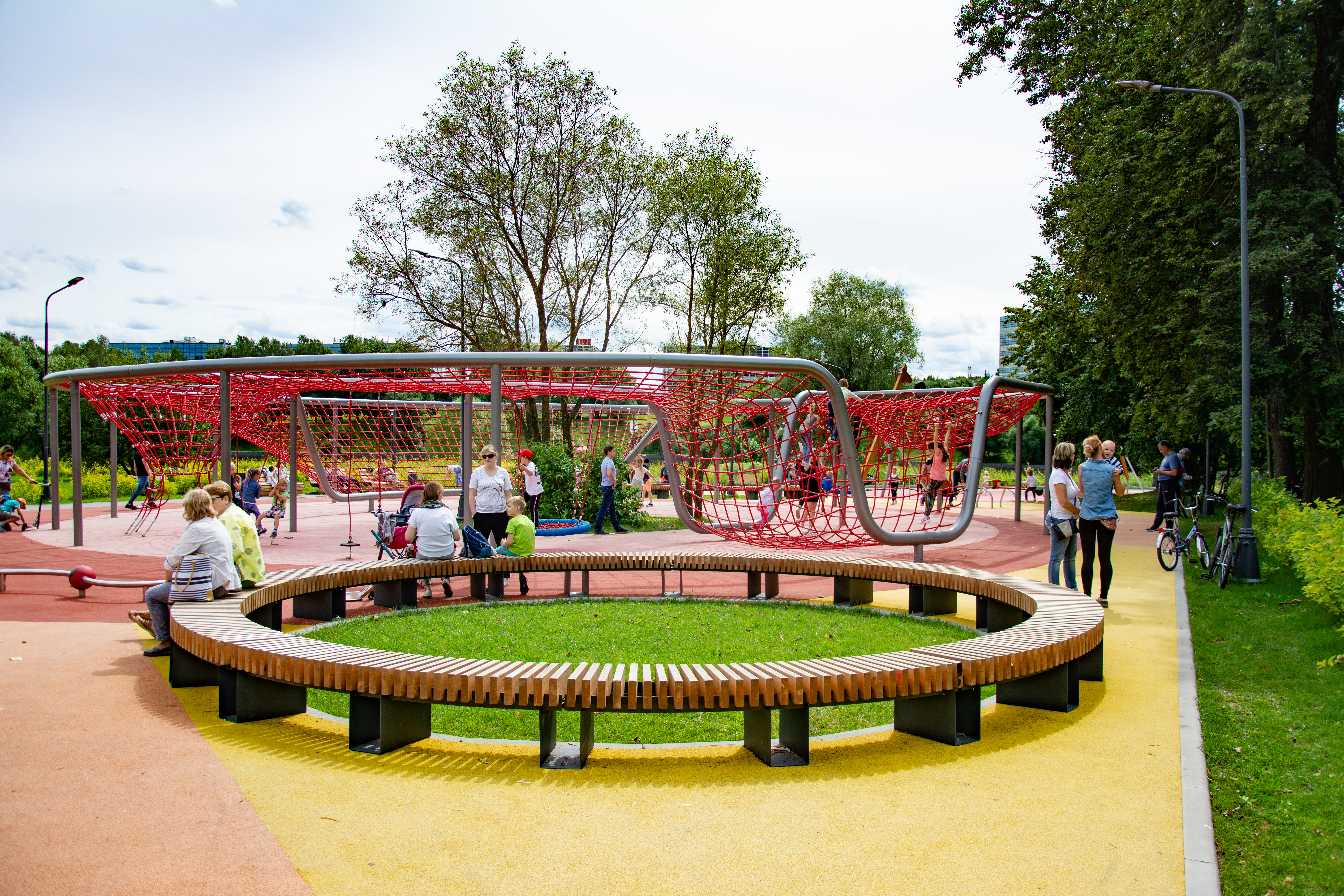
Детская площадка в парке 40-летия победы

Рядом с пляжем находится зона воркаута с тренажерами (брусья, турники, перекладины для отжиманий, скамьи для пресса) и три площадки для игры в волейбол. В 2019 году в парке проложили около 2,5 км беговых дорожек.
На территории парка есть лодочная станция с наблюдательной вышкой. Станция имеет два пирса и рассчитана на 12 лодок. У берега Большого городского пруда обустроен пляж с зонтиками и раздевалками.

### Каскадный фонтан
Парковой доминантой является фонтан «Каскад», созданный в 1985 году. Фонтан похож на водопад или горный ручей. Он представляет собой длинную лестницу, ведущую к Большому городскому пруду. По длине лестницы расположены шесть чаш, по которым каскадом льется вода.

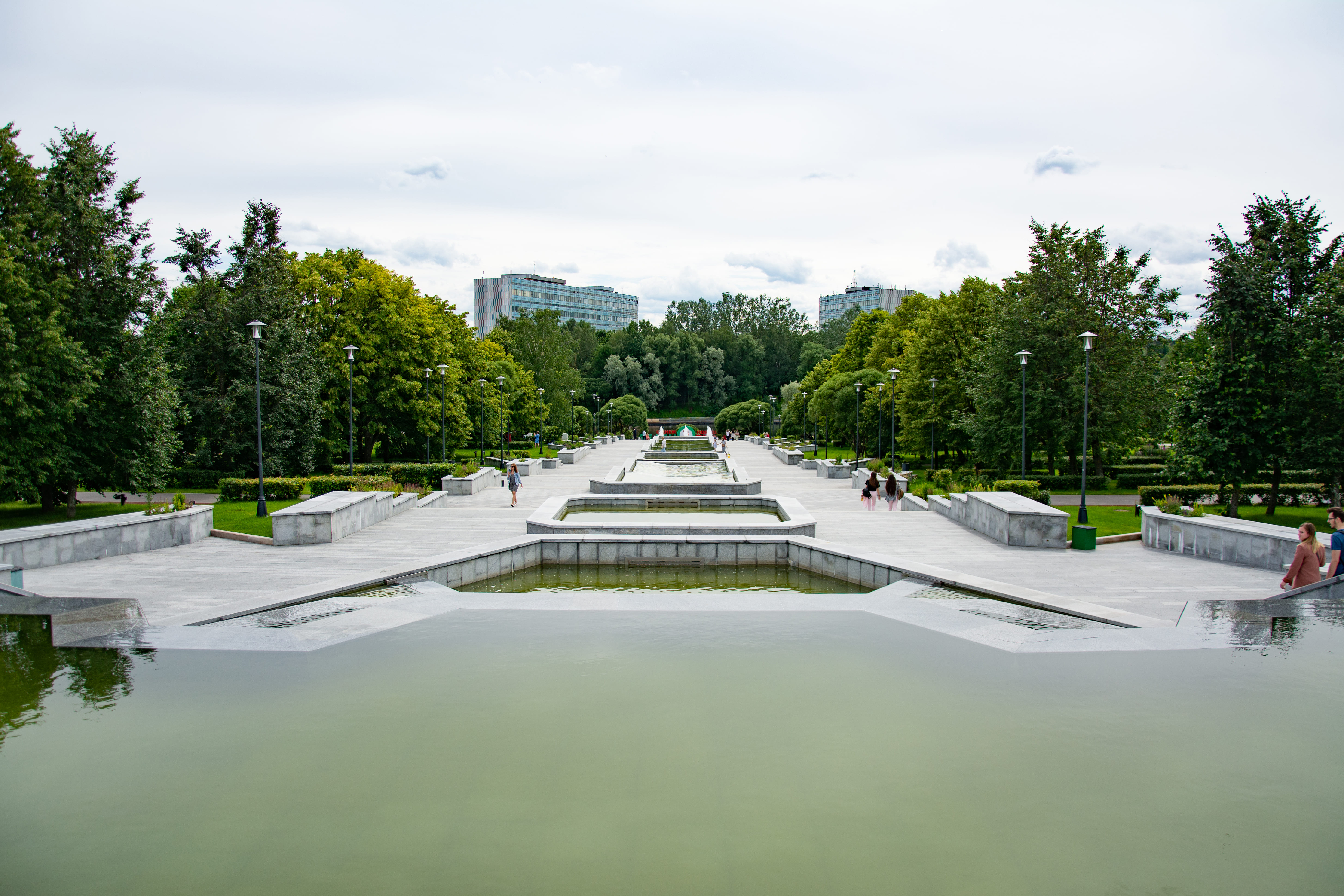
Фонтан «Каскад» в Парке 40-летия Победы

Фонтан спроектировали архитекторы парка Метайкина и Свердловский. Им принадлежала идея использовать во внутренней отделке чаш фонтана и водопадов смальту сине-голубого оттенка. В 2012 году во время планового ремонта смальту заменили на гранитные плиты.
В 2019 году был проведен капитальный ремонт фонтана: восстановлена облицовка и стены чаш, обновлены гидротехнические сооружения. Фонтан оснастили многоцветной архитектурно-художественной подсветкой, которая периодически меняет цвета. Такой прием позволил создать эффект свечения водной глади изнутри.
Парк 40-летия Победы упоминается в песне «В Парке Победы», которая была написана в 2006 году, в честь 65-й годовщины битвы под Москвой. Автор слов – Надежда Петренко, композитор – заслуженный деятель культуры Михаил Протасов.
В 2019 году журналист и видеоблогер Илья Варламов включил Парк 40-летия Победы в список удачных проектов в городе Зеленоград, реализованных по программе «Мой район».
Летом 2020 года в парке 40-летия Победы проходили съемки эпизода фантастического комедийного сериала «Гости из прошлого» с Юрием Стояновым в главной роли.
В 2020 году парк 40-летия Победы вошел в список лучших мест Москвы для пробежек по версии официального сайта мэра Москвы mos.ru.